# Студена война
Студената война е термин, с който се означава продължителното напрежение и борба между Източния блок, начело със Съветския съюз, и Западния блок, доминиран от САЩ и НАТО, започнало след Втората световна война и продължило до разпадането на Съветския съюз в края на декември 1991 г. Това съперничество не води до мащабни преки боеве между блоковете. Така се популяризира терминът „студена война“ от американския политолог Бърнард Барух.
Въпреки това, борбата е между двете суперсили, които защитават различен подход по отношение на икономиката, политиката и т.н. – социалистическите страни от Източния блок срещу капиталистическите страни от Западния блок.
Успоредно с двете суперсили се събират различни страни, които поддържат едната или другата позиция – на страната на САЩ застават няколко страни от Западна Европа, включително Великобритания, Франция и други, които заедно учредяват Организацията на Северноатлантическия договор НАТО (1949). На страната на Съветския съюз са страните от Източна Европа, които са под контрола на Съветския съюз, включително Унгария, Чехословакия, Полша, България и други, които формират Варшавския договор.
Противопоставянето или „студената война“ между двата лагера е придружено с взаимни подозрения, конкуренция за власт, сила и военни заплахи, икономически натиск, селективна помощ, дипломатически маневри, пропаганда, убийства, ограничени военни операции и пълномащабни войни. Основните действащи лица в конфликта са разузнавателните служби като ЦРУ и КГБ. Продължава от 1947 до разпадането на Съветския съюз през 1991.

## Възникване на термина
Непосредствено след края на Втората световна война британският писател и публицист Джордж Оруел използва наименованието „студена война“ в своето есе „Ти и атомната бомба“ („You and the Atomic Bomb“), публикувано на 19 октомври 1945 г. в списание „Трибюн“. Разглеждайки света, живеещ в сянката на заплахата от атомна война, той предупреждава за създаването на един „мир, който не е мир“, а перманентна „студена война“, имайки предвид засилващата се идеологическа конфронтация между Съветския съюз и Запада. На 10 март 1946 г. Оруел пише в „Обзървър“, че „след Московската конференция миналия декември Русия започна да води „студена война“ срещу Британия и Британската империя“.
Навлизането на термина в политическата реторика обикновено се приписва на американския финансист и политик Бърнард Барух, който в своя реч по време на обсъждането на доктрината „Труман“ на 16 април 1947 г. казва: „Нека не се заблуждаваме – днес ние сме в състояние на студена война“. Журналистът Уолтър Липман дава на термина широка популярност със своята книга „Студена война“ („Cold War“; 1947).

## Предистория

### Между двете световни войни
В историографията няма единно мнение за началния момент на Студената война. Докато повечето историци търсят нейното начало във времето непосредствено след Втората световна война, някои смятат, че тя започва още в края на Първата световна война, а напрежения между Руската империя, някои други европейски страни и Съединените щати могат да се проследят назад във времето дори до средата на 19 век.
В резултат на Октомврийската революция в Русия от 1917 г. и излизането на страната от Първата световна война, Съветска Русия остава изолирана на международната дипломатическа сцена. Владимир Ленин заявява, че страната се намира във „враждебно капиталистическо обкръжение“ и разглежда дипломацията като средство да държи неприятелите разделени. Важна роля за това играе създаването на Коминтерна, призоваващ за революционни вълнения в чужбина.
Следващият съветски водач Йосиф Сталин също гледа на Съветския съюз като на „социалистически остров“ и смята, че съветското правителство трябва да се погрижи „сегашното капиталистическо обкръжение да бъде заменено със социалистическо обкръжение“. Още през 1925 г. Сталин разглежда международната политика като двуполюсен свят, в който Съветският съюз привлича държавите, гравитиращи към социализма, а капиталистическите страни – държавите, гравитиращи към капитализма. Това състояние той нарича „временна стабилизация на капитализма“, предшестваща неговия бъдещ край.
Няколко основни събития от междувоенния период засилват подозренията и недоверието между Запада и Съветския съюз – подкрепата на Антантата за антикомунистическите сили в Руската гражданска война; нападките на комунистите срещу капитализма; съветско-германският Рапалски договор от 1922 г.; съветското финансиране на общата стачка във Великобритания през 1926 г., довело до скъсване на отношенията между двете страни; декларацията на Сталин от 1927 г., че мирното съвместно съществуване с капиталистическите страни „остава в миналото“; обвиненията в Шахтинското дело от 1928 г. за подговян от Франция и Великобритания държавен преврат в Русия; смъртта на 6 – 8 милиона души глада в Украйна през 1932 – 1933 г.; продължилият до 1932 г. отказ на Съединените щати да признаят съветското правителство; Голямата чистка от 1936 – 1938 г., включваща поредица кампании на политически репресии в Съветския съюз, при които са екзекутирани над половин милион души и които са съпътствани от обвинения в шпионаж от страна на Великобритания, Франция, Япония и Германия.

### Втората световна война и след нея

#### Пактът Рибентроп-Молотов (1939 – 1941)
Отношенията между Съветския съюз и Запада се влошават още повече, след като, седмица преди началото на Втората световна война, Съветският съюз и Германия сключват Пакта Рибентроп-Молотов, с тайно споразумение към който си поделят Източна Европа. Малко по-късно, на 1 септември 1939 г., Германия нахлува в Полша и слага началото на войната. Няколко дни по-късно Червената армия завзема договорената за СССР част, земи в днешни Беларус и Украйна.
През следващите година и половина Германия и Съветският съюз развиват интензивни търговски отношения, обменяйки стратегически военни стоки. Сътрудничеството между двете държави продължава до лятото на 1941 г., когато Германия нарушава пакта Рибентроп-Молотов и с Операцията „Барбароса“ нахлува в Съветския съюз през териториите, които малко по-рано са поделили помежду си.

#### Съюзници срещу Оста (1941 – 1945)
След началото на операция „Барбароса“ Съветският съюз и западните сили се оказват на една страна във войната и започват да си сътрудничат, но доверието между тях е нестабилно. От съветска страна подозират британците и американците в заговор, целящ Съветския съюз да понесе основната тежест от войната срещу Германия, като умишлено забавят откриването на втори фронт срещу Германия.
Западните съюзници, от своя страна смятат, че Съветският съюз умишлено се въздържа от намеса при потушаването на Варшавското въстание от германците. По време на въстанието съветската авиация сваля поне един британски самолет, опитващ се да подпомогне с доставки въстаниците. По същото време в различни части на Полша се стига до сблъсъци между подкрепяната от британците Армия Крайова и просъветски партизани.

#### Планове за следвоенна Европа
Още по време на войната Съветския съюз и западните съюзници имат разногласия за следвоенното устройство на Европа. Западните съюзници се стремят към система за сигурност, при която във всички страни, в които това е възможно, се установяват демократични режими, а противоречията между тях се разрешават в рамките на международни организации. Съветският съюз от друга страна, позовавайки се на историческия опит на Русия с чужди нашествия и огромните понесени жертви и разрушения във Втората световна война, иска да подобри сигурността си, установявайки контрол върху вътрешните работи на съседните страни.
По време на Ялтенската конференция през февруари 1945 г. двете страни не успяват да постигнат съгласие за общата рамка на следвоенното устройство на Европа. През април 1945 г. Уинстън Чърчил и Хари Труман се противопоставят на решението на Сталин да признае прокомунистическото Люблинско правителство на Полша, за сметка на Полското правителство в изгнание, което ръководи полските войски във войната.
Фактическото положение в края на Втората световна война е, че съветските войски окупират Източна Европа, а тези на западните съюзници – западната и южната част на континента. Съветският съюз, САЩ, Великобритания и Франция разделят Германия и Австрия на четири окупационни зони и установяват някои общи правила за общ контрол в тях. Създадена е Организацията на обединените нации (ООН), която трябва да поддържа световния мир, но възможностите за действие на нейния Съвет за сигурност са на практика блокирани от правото на вето на постоянните членове. В резултат на това ООН се превръща в пасивен наблюдател и форум за размяна на полемична реторика.

#### Образуване на социалистическия лагер
По време на последните етапи от войната Съветският съюз полага основите на Социалистическия лагер. Още в началото на войната, с Пакта Рибентроп-Молотов, СССР анексира източните части на Полша (включени в Украинската и Беларуската съветска социалистическа република), Латвия (превърната в Латвийска съветска социалистическа република), Естония (превърната в Естонска съветска социалистическа република), Литва (превърната в Литовска съветска социалистическа република), части от Финландия (включени в Карело-финската съветска социалистическа република) и източните части на Румъния (превърнати в Молдавска съветска социалистическа република). В края на войната под съветска окупация са и България, Румъния, Унгария, Чехословакия, Полша и части от Германия, Австрия и Югославия.
Британският министър-председател Чърчил е загрижен, че с присъствието на многочислени съветски войски в Европа и при положение, че не може да се вярва на Сталин, не е изключено съветско нападение срещу Западна Европа. През пролетта на 1945 г. британски военни експерти разработват планове за Операция „Немислимо“, предвиждащи военни действия на Съединените щати и Великобритания срещу Съветския съюз, но те са отхвърлени от ръководството на Генералния щаб като неосъществими по военно-технически причини.

## Начало
Началото на Студената война обикновено се свързва с речта на Чърчил от 5 март 1946 г. в университета в американския град Фултън. В присъствието на Труман бившият министър-председател призовава Запада към единство срещу съветската заплаха, срещу сянката, спуснала се върху добре осветената от победата във войната сцена: „От Шчечин на Балтика до Триест на Адриатика върху континента падна желязна завеса. Зад тази линия се намират всички столици на старите държави в Централна и Източна Европа.“ Варшава, Берлин, Прага, Виена, Будапеща, Белград, Букурещ и София, всичките тези знаменити градове, продължава Чърчил, се намират в съветската сфера, подложени са не само на съветско влияние, но и на все по-пълен контрол от Москва. „Комунистическите партии, които бяха твърде слаби във всичките тези държави от Източна Европа, получиха превъзходство и власт, която много надминава тяхното значение, и те навсякъде се стремят да упражняват тоталитарен контрол. Почти навсякъде се инсталират полицейски режими и, с изключение на Чехословакия, там няма истинска демокрация.“

### Сталин
От 1943 г. и нататък, Червената армия отблъсква германските сили от Източна Европа. Победите ѝ се празнуват от САЩ, Англия и източноевропейските народи.
Всички обаче започват да си задават въпроса какво ще стане след края на войната. На Ялтенската конференция Рузвелт, Сталин и Чърчил се споразумяват всяка страна да избере какво правителство иска чрез свободни избори. Между 1945 и 1947 в повечето страни избори се провеждат. Но комунистите чрез политически машинации идват на власт чрез коалиране с други партии в Полша, Унгария, Румъния, България и Чехословакия.
Не съвсем демократично до 1948 във всички изброени страни е наложена почти пълна комунистическа диктатура, някъде по-слаба (Унгария), на други места изключително силна (Полша, България).
Сталин взема решенията вместо всички правителства в Източна Европа. Основно изключение прави маршал Йосип Броз Тито, който отказва да бъде марионетка в ръцете на Сталин, заради което е третиран като враг.
Сталин обаче не се задоволява само с Източна Европа. Той използва силни връзки и строго контролира комунистическите партии в Западна Европа. След войната изглеждало твърде вероятно Франция и Италия да се превърнат в комунистически републики. Сталин подкрепя и окуражава комунистическите движения и в Азия, особено в британските владения Индия и Малайзия. За САЩ и Великобритания Сталин е човек, който иска да завладее света и да го превърне в огромна комунистическа територия.

### Труман
На 12 март 1947 г. президентът на САЩ Хари Труман се обръща към Конгреса с послание за външната политика на САЩ. В Гърция комунистите, подпомагани пряко от България, Югославия и Албания, започват гражданска война срещу монархистите, които от своя страна са поддържани от Великобритания. Турция също не се чувства твърде удобно до своя съсед СССР, който предявява териториални претенции. За оказването на военна и икономическа помощ на двете страни Труман иска 400 млн. долара и Конгресът се съгласява да отпусне тази сума. Труман следва т. нар. политика за сдържане на комунизма. Освен доктрината „Труман“, тази политика се изпълнява и чрез плана „Маршал“, с който САЩ отпуска на страните от Западна Европа огромни заеми с цел съживяване на икономиките им. По този начин още веднъж се очертава границата Запад-Изток.

## Създаване на НАТО и Варшавския договор
По време на Студената война са създадени два противостоящи военно-политически съюза НАТО (през 1949 г.) и Варшавски договор (през 1955 г.). Студената война не е нормален военен конфликт; САЩ и СССР никога не са воювали. Те обаче често са подкрепяли различни воюващи страни. Сблъсъкът на двете сили се проявява в най-странни ситуации – като Световното първенство по шахмат например.
Въпреки това Студената война е политически, военен, медиен конфликт, който оказва огромно влияние върху живота на хиляди невинни граждани. Това е борба между тоталитаризма и демокрацията, борба за нов световен ред между две противоположни системи.

### Събития
Няколко събития и явления са показателни за същността на Студената война:
- Берлинската блокада. След войната Германия е разделена на четири зони, окупирани от СССР, САЩ, Великобритания и Франция. Последните три обединяват усилия и създават т. нар. Тризония. Образуват се две основни области – Западна и Източна, като границата между тях минава през столицата Берлин и я разделя на две части. Сталин решава, че Берлин трябва да е изцяло в неговата половина от Германия. През лятото на 1948 г. той блокира всички пътища, железопътни и водни връзки със Западните зони. Сталин смята, че по този начин ще прекъсне снабдяването на Западен Берлин и целият град ще стане източна територия. Той обаче подценява Труман. Западните съюзници решават да снабдяват своята част от града по въздух. Операцията е огромна и трае почти година. Разбирайки, че Труман няма да се откаже лесно от своето „парче“, Сталин преустановява блокадата.
- Корейската война. През 1949 китайският комунистически лидер Мао Дзъдун завзема властта в Китай. САЩ не позволяват на Мао да заеме мястото си в ООН, но Сталин е много доволен от преврата и в знак на несъгласие с решението на САЩ, СССР се оттегля от ООН. В края на Втората световна война Корея е разделена на две части – съветска (северна) и американска (южна). Между двете части непрекъснато има конфликти, които преминават в истински военни действия през 1950. През септември комунистите надделяват и завземат цялата страна. Труман веднага реагира и се обръща към ООН. Техни войски, предимно американски, се включват в конфликта и освобождават южната част, но преминават бившата граница и се доближават твърде много до Китай. За Мао това е недопустимо, затова той се намесва и връща съюзническите войски зад границата. Войната продължава следващите две години, като облива цяла Корея в кръв. Според мирния договор, подписан през 1953 г., границата между Северна и Южна Корея си остава същата от преди началото на войната. За 3 години има около 1,3 млн. убити цивилни и още толкова войници. Военните сблъсъци между двете части на Корея продължават дори след приключването на Студената война и разпадането на СССР. Разделението остава и днес.
- Унгарската революция. След смъртта на Сталин през 1953 г. начело на СССР застава Никита Хрушчов. Той решава да смаже антикомунистическа революция в Унгария през 1956.[46]
- Берлинската стена. По това време различията между Източна и Западна Германия са огромни (въпреки че договорно Германия не е разделяна) – например ФРГ влиза в НАТО, докато ГДР е част от Варшавския договор и т.н. В Берлин Хрушчов вижда тотална заплаха от западните шпиони, както и прекрасна възможност за напускане на съветската територия на хора, които търсят по-добър живот на запад. Хрушчов намира крайно решение на проблема. На 13 август 1961 г. между Източен и Западен Берлин са вдигнати бариери, по-късно заменени с бетонни стени. Забранено е преминаването на военни и цивилни. Танковете на СССР се изправят срещу тези на САЩ. Възможно е да избухне истинска война. Все пак всички страни приемат стената, дори и САЩ. За това си решение президентът Кенеди е строго критикуван, но в своя защита той посочва „По-добре стена, отколкото война“.

- Карибската криза. Освен във всички други области, надпреварата между Западния и Източния блок се изразява и в надпревара за производство на ядрено оръжие. През 1962 г. САЩ разполагат ядрени ракети „Юпитер“ близо до Измир в Турция, които директно заплашват градовете в западните части на СССР. В отговор СССР се опитва да настани ядрени ракети в Куба. На 14 октомври 1962 г. американски разузнавателен самолет Локхийд U-2 заснема от въздуха строителната площадка за силоз на ракета SS-4 на кубинска територия. Снимките са показани на Джон Кенеди на 16 октомври. До 19 октомври полетите на американските разузнавателни самолети доказват, че вече са в бойна готовност четири съветски площадки за изстрелване на ядрени ракети по територията на САЩ. Светът е на косъм да навлезе в разрушителна фаза на Студената война. Кенеди веднага сформира екип от съветници – някои от тях предлагат нападение на Куба, според други трябва да се действа внимателно и дипломатично. Кенеди взима решение да направи морска блокада на Куба. На 22 октомври в телевизионна реч Джон Кенеди изразява американската решителност да се отговори подобаващо на съветското предизвикателство, но междувременно скрито и тайно Робърт Макнамара е изпратен на секретна мисия в съветското посолство във Вашингтон. На 27 октомври американските и съветските кораби се сблъскват. Няколко часа делят света от война. Междувременно британският министър-председател Харолд Макмилан и по-голяма част от международната общност призовават към търсенето на единственото възможно дипломатическо решение на така създалата се патова ситуация в световната геополитика. След няколко съобщения и телефонен разговор между Кенеди и Хрушчов кризата е овладяна. Договорено е САЩ да снемат блокадата около Куба и да изтеглят ядрените си ракети от Турция, а СССР да прибере установките си. По-късно (1963) някои държави, сред които СССР и САЩ, подписват споразумение, с което се задължават да прекратят детонирането на атомни оръжия навсякъде с изключение на подземните пластове.

## 1962 – 1979:Разведряване
През 1960-те се забелязват признаци на намаляване на ограниченията в търговията и пътуванията в социалистическите държави, както и в културните контакти. Тези частични реформи почти винаги са резултат от решения на отделните социалистически държави. Еднопартийните системи и лидери са факт, но у някои народи се забелязва желание за по-голяма свобода. Пример за това е Чехословакия с известна политическа либерализация през 1968 г., наречена Пражка пролет, прекратена с военна интервенция с войски на Варшавския договор. Две години по-късно в Познан избухват работнически бунтове, които се повтарят през 1976 г.
Започват стъпки към намаляване на напрежението като се подписват няколко договора, свързани с ограничаването на опитите с ядрени оръжия (1963 г.) и с тяхното неразпространение (1968). Изградена е Гореща линия (директна телефонна връзка между Кремъл и Белия дом). Това създава доверие между двете страни и е предпоставка за процес на „размразяване“ или „разведряване“ в руско-американските отношения. Резултатът е провеждането на преговори за ограничение на стратегическите въоръжения (САЛТ), както и на Конференция по сигурността и сътрудничеството в Европа в Хелзинки на 1 август 1975 г., където е подписана декларация в защита на човешките права Целта е да се подобрят отношенията между държавите от Съветския блок и Запада.
През 1978 г. полският кардинал Карол Войтила е избран за папа и през 1979 г. посещава Полша – нещо немислимо десетина години преди това. През 1980 г. се създава профсъюзът Солидарност, който предвещава край на монопола на комунистическата партия в Полша. Успехът му е бърз и огромен и в края на 1981 г. правителството е принудено да обяви военно положение, което продължава две години. В крайна сметка са предприети редица стопански и институционални реформи, в т.ч. провеждане на кръгла маса с опозицията.

## „Втора студена война“ (1979 – 85)
Въпреки разведряването след избирането на Роналд Рейгън за президент на САЩ настъпва подновена ескалация на Студената война, която достига своя връх със съветската инвазия в Афганистан през 1979. Инвазията води до ново замразяване на отношенията между Съветския съюз и Съединените щати. След като става ясно, че тази война е обречена на неуспех, руснаците в крайна сметка се отказват от нея. Но САЩ също се намесва с военна сила в Никарагуа, Салвадор и остров Гренада, където има антиамерикански настроени правителства и партизански движения. През 1983 г. Рейгън обявява нова отбранителна инициатива (наричана „междузвездни войни“), която поне за известно време спира американско-съветските преговори за разоръжаване.
Този период приключва с появата на Михаил Горбачов през 1985 г. Той изтегля съветските войски от Афганистан през 1988 г.

## Край
Краят на Студената война практически настъпва с началото на перестройката, последвано от рухване на комунистическата система през 1991 г., като няма единно мнение за причините и дали това става поради вътресистемно псевдоидеологическо решение или в резултат от натиска на Запада. От 1989 до 1991 г. една по една държавите сателити на СССР отхвърлят старите комунистически правителства и те са заменени от демократични, които в почти всички случаи (с изключение на Германия) са съставени от пребоядисани кадри на бившите тоталитарни режими. Пада и Берлинската стена – олицетворение на желязната завеса. Чехословакия, Унгария и Полша заявяват, че ще оттеглят подкрепата си за Варшавския договор и на среща в Прага неговото действие е прекратено от 1 юли 1991 г.

### Гласност и преустройство
През 1985 г. в Съветския съюз на власт идва Михаил Горбачов. Съветската икономика е в тежкото състояние, което е резултат основно от многото неефективни индустриални производства, в които се залага на количеството пред качеството. Горбачов провежда множество икономически и политически реформи – гласност и перестройка. Реформите не помагат съществено да се излекува влошеното състояние на съветската икономика. В същото време съветският режим среща трудности, дължащи се на други фактори – провала на войната в Афганистан, където САЩ подкрепя бунтовниците и аварията в Чернобил, която причинява огромни щети най-вече на Украйна и нейната околна среда.

### Есента на народите
От 1989 г. комунистическите режими в Източна Европа започват да се разпадат. Отчасти причина за тези събития са голямата икономическа пропаст, създадена между Запада и социалистическите страни, както и стриктните мерки за контрол срещу разхлабването на съветския режим. Този процес е бърз и приключва през 1990 г. с обединението на Германия. В почти всички страни процесът протича без кръвопролития, но в Румъния събитията се развиват като военен преврат срещу режима. Югославия са разпада в резултат на падането на режима, което води до напускане на повечето страни във федерацията и началото на една война, която на отделни интервали продължава цяло десетилетие.

### Разпадането на Съветския съюз
От 1988 г., Съветският съюз започва да се разпада, което намира отражение първо във войната в Нагорни Карабах между Армения и Азербайджан. Отслабването на Съветския съюз, става видно отчасти и при подкрепата на САЩ в войната в Персийския залив в началото на 1991 г. В средата на 1991 на изборите в Русия, печели Борис Елцин. Тези избори поставят началото на окончателното разпадане на страната. Военният преврат, който се провежда през август 1991 г. и има за цел да предотврати продължаването на процеса, е осуетен от руските републикански сили. След като става ясно, че балтийските страни са решени да се оттеглят от Съветския съюз, окончателното разпадане на Съветския съюз е обявено официално на 25 декември 1991.